# Missio canonica

La missio canonica est, dans l'Église catholique romaine, la prédication conférant des responsabilités d'enseignement à un prêtre ou un laïc.
Elle est reliée à une déclaration de non-objection, le nihil obstat, délivré par l'autorité ecclésiastique compétente.
Pour la recevoir, chaque professeur doit promettre de donner un enseignement religieux conforme à l'enseignement de l'Église catholique. 
Elle doit être fondée sur le Baptême et la préparation à la confirmation de reprendre du service dans la responsabilité de l'école chrétienne. Pour l'obtenir, le mariage catholique et le baptême des enfants est nécessaire. Pendant le service préparatoire, est délivré un permis provisoire d'enseigner.
Si le propriétaire de la missio canonica propage une doctrine contraire à sa promesse, qui ne coïncide pas avec celle de l'Église catholique romaine, elle lui est retirée par un représentant de l'Église compétent.